# 2814 Vieira
2814 Vieira este un asteroid din centura principală, descoperit pe 18 martie 1982 de Henri Debehogne.